# Coupe de France masculine de rink hockey 2015-2016
Navigation
Coupe de France 2014-2015 Coupe de France 2016-2017
La coupe de France 2016 de rink hockey est la quinzième édition de cette compétition annuelle. Elle oppose des équipes provenant de l'ensemble des divisions françaises évoluant dans un championnat senior régional ou national. La coupe de France débute avec le tour des préliminaires et se termine avec la finale four, le 17 avril 2016 par la victoire de La Vendéenne face à Saint-Omer. Le club vendéenne obtient alors son sixième titre.